# Andrei Krioukov

Andrei Krioukov bei der Arbeit

Andrei Krioukov (* 18. Mai 1959 in Moskau) ist ein russisch-deutscher Maler und Grafikdesigner.

## Leben und Werk
Nach einem Studium der Malerei und Grafik an der Moskauer Kunstfachschule und der Moskauer Kunsthochschule arbeitete Krioukov als freischaffender Künstler an internationalen Gestaltungsprojekten mit. Seit seiner Übersiedlung nach Deutschland im Jahr 2000 ist er freiberuflich als Maler und Grafikdesigner tätig und unterrichtet als Dozent im Bereich Bildende Kunst. Seit 2003 leitet er die Schule für Bildende Kunst und Gestaltung am Prenzlauer Berg in Berlin.

Cola Gold 2015

Krioukov beschäftigt sich mit Einweg-Realismus, Stadtlandschaften sowie Porträts und figurativer Darstellung. Seine Ölgemälde und Grafiken werden seit 1988 auf internationalen Ausstellungen in Russland, Luxemburg, USA, Holland und Deutschland ausgestellt, u. a. bei der Museennacht in Marburg (2005), im Jugendpalast in Moskau (1989–90), im Haus der Kunst in Moskau (1991), in der Kunst-Akademie der Sowjetunion (1988), auf der Internationalen Messe Salon du Printemps in Luxemburg (2003) sowie auf Einzel- und Sammelausstellungen in Kassel, Schwalmstadt, Karlsruhe und Berlin.

## Publikationen
- Der Workshop Kunst und Gestalten. Mappenvorbereitung. Englisch Verlag ISBN 978-3-8241-1352-1
- Der Workshop Ölmalerei. Landschaften von klassisch bis modern. Englisch Verlag ISBN 978-3-8241-1375-0
- Workshop Kunst und Gestalten Mappenvorbereitung: Für gestalterisch-künstlerische Studiengänge Englisch Verlag ISBN 978-3-8241-1385-9
- Workshop Kunst und Gestalten Mappenvorbereitung: Klassische Techniken Englisch Verlag ISBN 978-3-8241-1429-0